# Art bijago

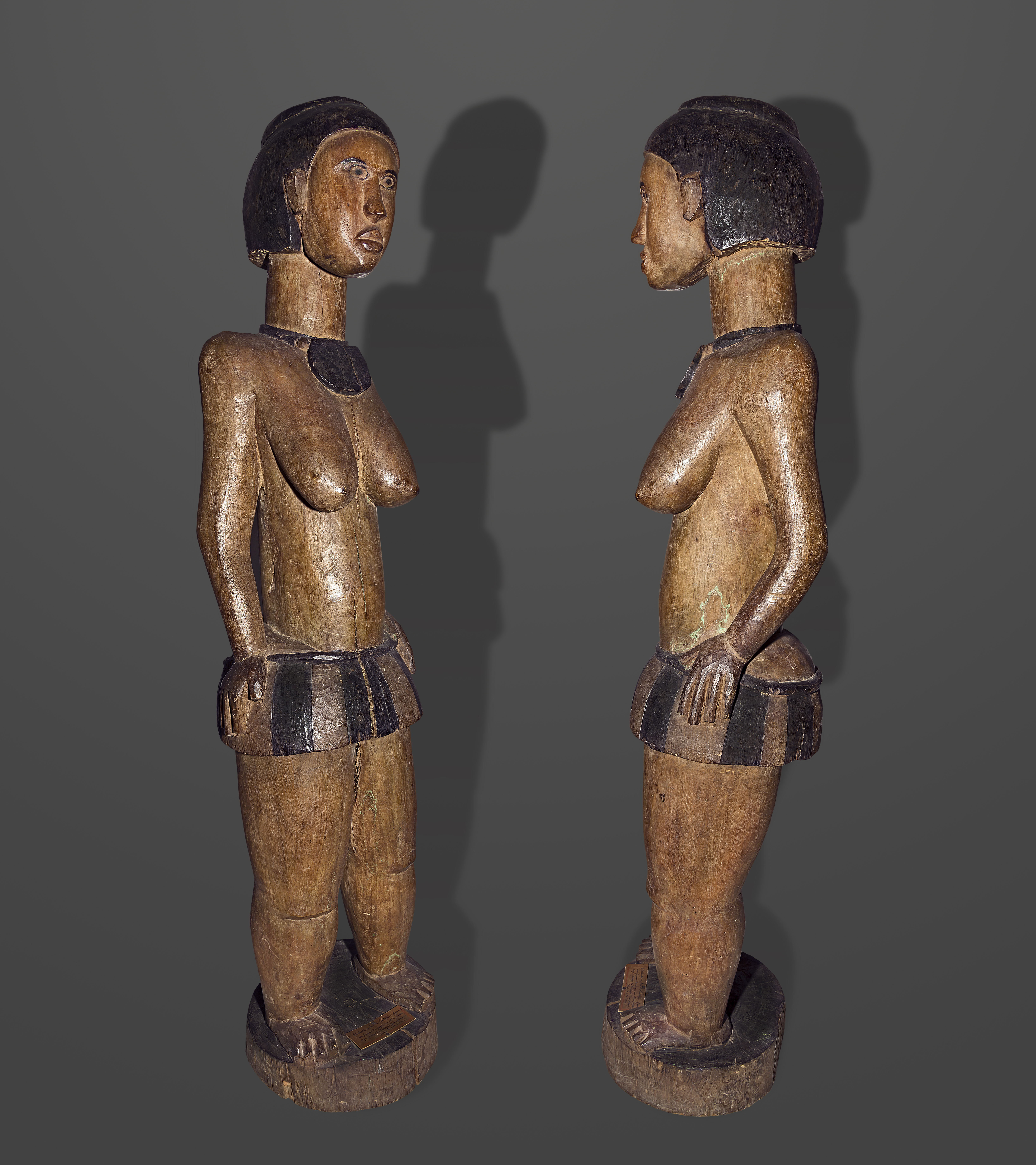
Escultura d'una dona MHNT

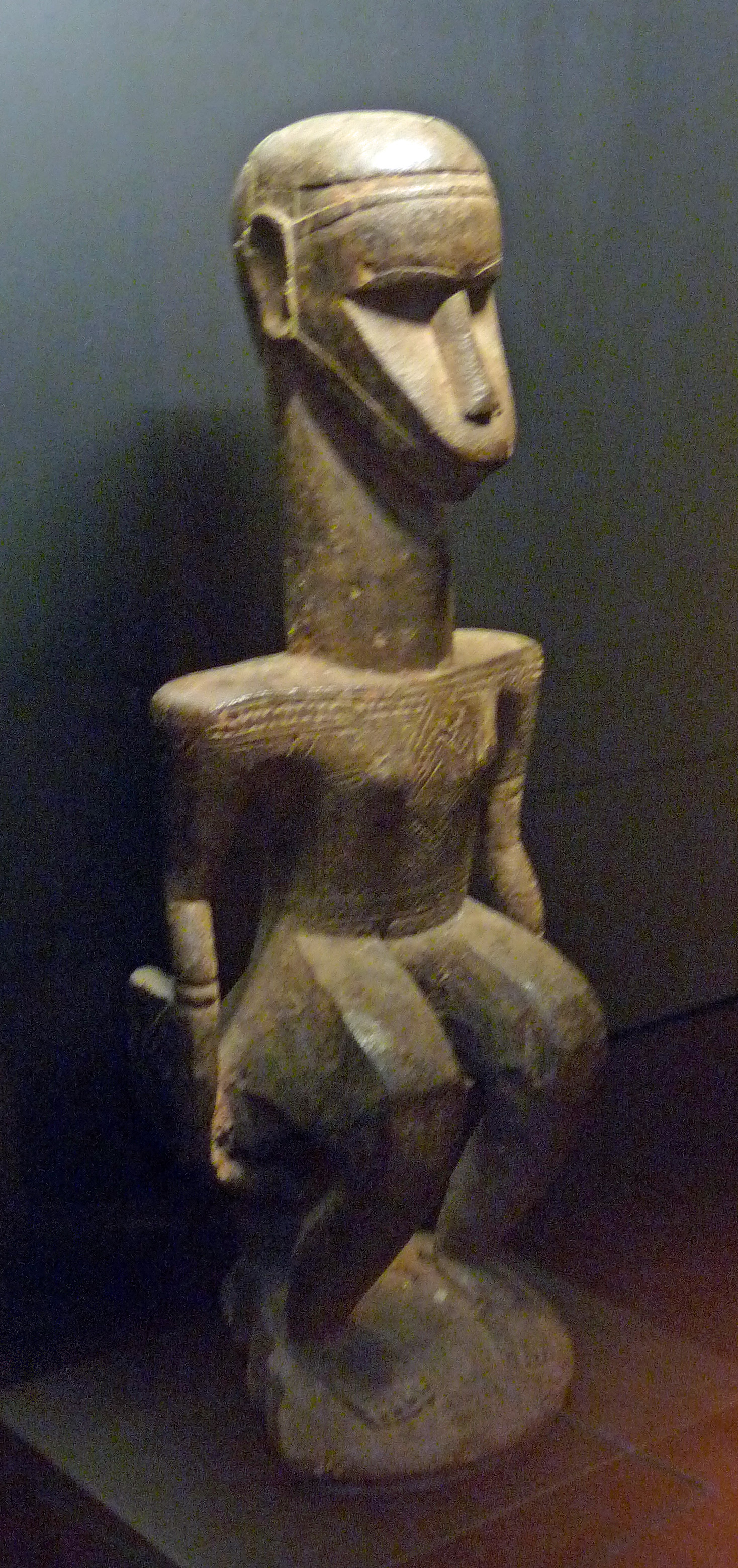
Estàtua de l'altar de Bijago

L'art Bijago o Bidyogo és art tribal africà produït pels nadius de les illes Bijagos de Guinea-Bissau. Inclou molts artefactes per a ús diari i pràctiques rituals, seguint una iconografia tradicional que és única per a la seva cultura, però que mostra variacions d'illa a illa. Aquestes peces d'art es coneixen com a art Bidyogo i la seva estètica única fa que l'art Bidyogo sigui diferent de tots els altres arts africans amb l'excepció del proper poble Baga, que comparteix part de la iconografia i es considera un "tribu relacionada" de Bacquart."

## Peces rituals
Entre les peces d'art Bidyogo més sorprenents es troben els santuaris d'ancestres portàtils ("iran") que poden ser realistes o abstractes.
Les màscares zoomòrfiques que representen vaques ("vaca-bruta"), taurons, raies i, ocasionalment, altres animals locals les porten sovint nens i ocasionalment per dones, però sempre en rituals d'iniciació d'adults ("fanado").
També es produeixen artefactes amb decoració tradicional per a les cerimònies de la majoria d'edat del "fanado" (màscares de fusta, llances, escuts, tocats, polseres). Les nenes també reben ninots estilitzats per aprendre sobre la cura dels nens.

## Objectes d'ús diari
Els Bissago produeixen objectes únics per a les activitats diàries, tant l'agricultura com la pesca, que és una activitat molt important en la vida d'aquest poble. També fan objectes d'ús personal (tamborets, cistelleria, parament alimentari) i barques.

## Arquitectura
Tot i que la majoria de cases de cabanyes de Bidyogo no mostren cap mena d'art notable, algunes tenen les parets pintades amb colors vius amb símbols i patrons tradicionals. De tant en tant, les portes també es pinten amb figures humanes o animals.

## Peces per al comerç turístic
Alguns dels artistes del poble tallen tant per a un ús ritual com per al comerç turístic, cosa que permet així als visitants adquirir peces d'interès etnogràfic.